# Amata leopoldi
Amata leopoldi är en fjärilsart som beskrevs av Erich Martin Hering 1934. Amata leopoldi ingår i släktet Amata och familjen björnspinnare. Inga underarter finns listade i Catalogue of Life.